# Морімото Сакае
Морімото Сакае (20 січня 1977) — японська хокеїстка на траві.
Учасниця Олімпійських Ігор 2004, 2008 років.
Срібна призерка Азійських ігор 2006 року, бронзова призерка 2002 року.
Бронзова призерка Виклику чемпіонів 2003 року.
Чемпіонка Азії 2007 року, срібна призерка 2004 року.